# Ceromitia impura
Ceromitia impura là một loài bướm đêm thuộc họ Adelidae. Loài này có ở Nam Phi.